# Schlottermühle (Thurnau)
Schlottermühle (oberfränkisch: Schluhde-miel) ist ein Gemeindeteil des Marktes Thurnau im Landkreis Kulmbach (Oberfranken, Bayern). Schlottermühle liegt in der Gemarkung Hutschdorf.

## Geographie
Die Einöde liegt am Friesenbach, der direkt nordöstlich als linker Zufluss in den Roten Main mündet. Die Kreisstraße KU 5 führt am Hammerhaus vorbei nach Lanzenreuth (0,6 km nördlich) bzw. nach Partenfeld (0,4 km westlich).

## Geschichte
Der Ort wurde 1641 als „Schlottermühl“ erstmals urkundlich erwähnt. Das Bestimmungswort ist slotern (mhd. für schlottern, klappern, schwatzen).
Gegen Ende des 18. Jahrhunderts bestand Schlottermühle aus einem Anwesen. Das Hochgericht übte das bayreuthische Stadtvogteiamt Kulmbach aus. Die Grundherrschaft über die Mahlmühle hatte das Kastenamt Kulmbach.
Von 1797 bis 1810 unterstand der Ort dem Justiz- und Kammeramt Kulmbach. Unter der preußischen Verwaltung (1792–1806) des Fürstentums Bayreuth erhielt die Schlottermühle bei der Vergabe der Hausnummern die Nr. 1 des Ortes Partenfeld. Mit dem Gemeindeedikt wurde Schlottermühle 1811 dem Steuerdistrikt Hutschdorf und 1812 der Ruralgemeinde Hutschdorf zugewiesen. Am 1. Januar 1972 wurde Schlottermühle im Zuge der Gebietsreform in Bayern in den Markt Thurnau eingegliedert.

### Baudenkmal
- Haus Nr. 1: Ehemalige Mühle

### Einwohnerentwicklung
| Jahr      | 001809 | 001818 | 001861 | 001871 | 001885 | 001900 | 001925 | 001950 | 001961 | 001970 | 001987 |
| Einwohner | *      | *      | 11     | 11     | 13     | 6      | 9      | 4      | 5      | 5      | 2      |
| Häuser    |        | *      |        |        | 1      | 1      | 1      | 1      | 2      |        | 1      |
| Quelle    | [ 12 ] | [ 9 ]  | [ 13 ] | [ 14 ] | [ 15 ] | [ 16 ] | [ 17 ] | [ 18 ] | [ 19 ] | [ 20 ] | [ 1 ]  |

## Religion
Schlottermühle ist evangelisch-lutherisch geprägt und nach St. Johannes der Täufer (Hutschdorf) gepfarrt.